# Melilotus messanensis
Melilotus messanensis là một loài thực vật có hoa trong họ Đậu. Loài này được (L.) All. miêu tả khoa học đầu tiên.